# Enceladus (księżyc)
Enceladus (Saturn II ) – księżyc Saturna, odkryty w 1789 przez Williama Herschela. Enceladus jest szóstym pod względem wielkości naturalnym satelitą Saturna. Ma średnicę około 500 kilometrów.

## Odkrycie i nazwanie

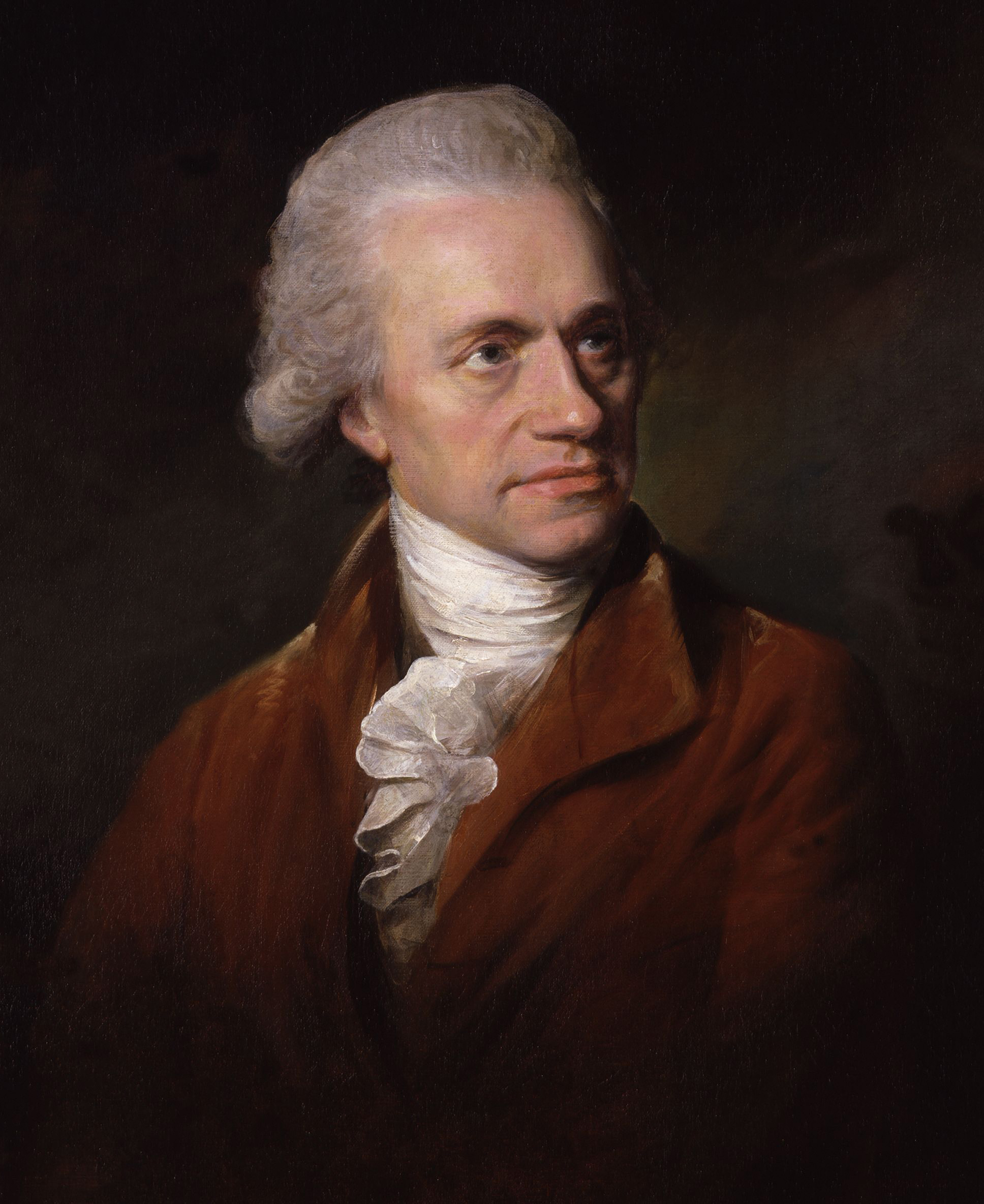
William Herschel, odkrywca Enceladusa

Enceladus (Saturn II) został odkryty wraz z Mimasem (jako szósty i siódmy księżyc Saturna) w 1789 roku przez zasłużonego astronoma i konstruktora zaawansowanych technicznie teleskopów, a także laureata Medalu Copleya, Williama Herschela - znanego szczególnie z odkrycia Urana. Była to pierwsza i zarazem owocna obserwacja dokonana największym w tamtych czasach na świecie teleskopem Herschela o długości ponad 12 metrów (40 stóp) i średnicy lustra wynoszącej 120 cm w “Observatory House” w Slough, choć obserwacje te nie były zaawansowane, a obraz niewyraźny. William co prawda patrzył na Enceladusa już wcześniej za pomocą swojego mniejszego teleskopu (o długości 20 stóp), który wystarczał przy dogodnych warunkach na niebie, ale ostateczne potwierdzenie istnienia szóstego księżyca Saturna dostarczył najnowszy i największy wtedy model, którego wykonanie zlecił i opłacił sam król Wielkiej Brytanii, Jerzy III Hanowerski. Zauważenie Enceladusa było o tyle łatwiejsze, że wyróżnia się on największym albedo wśród obiektów w Układzie Słonecznym i odbija ponad 90% padającego nań światła.
Jego nazwa pochodzi od imienia giganta Enkeladosa z mitologii greckiej. Zaproponowana wstępnie przez syna Williama, również astronoma, Johna Herschela, w jego publikacji Results of Astronomical Observations made at the Cape of Good Hope z 1847 roku; została doceniona i zatwierdzona przez Królewskie Towarzystwo Astronomiczne (ang. Royal Astronomical Society) i funkcjonuje do dziś. John wybrał te nazwy, ponieważ Saturn utożsamiany z Kronosem w mitologii greckiej był przywódcą tytanów oraz gigantów. Odkryte najpierw Tytan, Japet, Rea, Tetyda i Dione zawdzięczają swoje nazwy tytanom i tytanidom, a dwa księżyce odkryte 105 lat później - czyli Enceladus oraz Mimas - gigantom (potomkom tytanów).
W mitologii greckiej, rozlana krew Uranosa ranionego przez Saturna sierpem, padając na ziemię utworzyła erynie oraz nimfy. Z tej samej krwi Gaja zrodziła plemię potężnych sturękich gigantów, w tym Enkeladosa. Giganci postanowili zdobyć Olimp aby przejąć władzę nad światem, dokonując zamachu na bogów olimpijskich. Ponieśli jednak klęskę. Podczas tej walki Enkelados umiera. Według niektórych podań rażony przez Zeusa piorunem i pochowany pod Etną, według innych dźgnięty włócznią Sylena lub zabity przez Atenę rydwanem i ostatecznie przygnieciony wyspą Sycylią.
Później odkryte księżyce Saturna noszą imiona pochodzące nie tylko z mitologii greckiej, ale także z opowieści nordyckich, galijskich oraz inuickich.
Nazwy formacji geologicznych Enceladusa nadawane są przez Międzynarodową Unię Astronomiczną od postaci i miejsc z angielskiego przekładu Richarda Francisa Burtona Księgi tysiąca i jednej nocy - arabskiego zbioru baśni, podań i legend.

## Charakterystyka

### Kształt i rozmiary

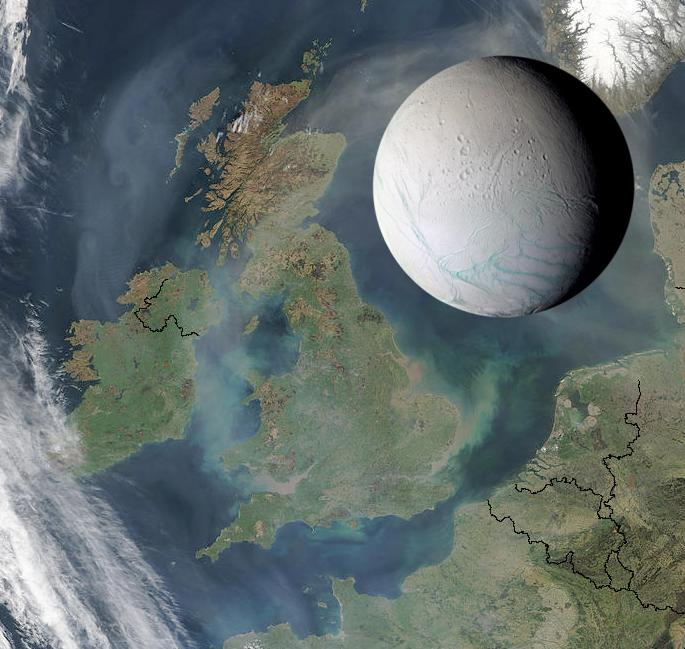
Porównanie wielkości Enceladusa i Wysp Brytyjskich

Enceladus jest stosunkowo niewielkim satelitą. Jego średnica wynosi około 500 kilometrów, czyli siedem razy mniej niż średnica ziemskiego Księżyca. Jego powierzchnia całkowita przekracza 800 tysięcy km², czyli jest ponad dwa razy większa niż powierzchnia Polski.
Pod względem masy i średnicy Enceladus jest szóstym co do wielkości satelitą Saturna po Tytanie, Rei, Japecie, Dione i Tetydzie. Jest jednym z najmniejszych satelitów Saturna o regularnym, sferycznym kształcie, ponieważ wszystkie mniejsze księżyce, z wyjątkiem Mimasa, mają nieregularny kształt. Dokładniej, Enceladus ma kształt spłaszczonej elipsoidy o rozmiarach, obliczonych na podstawie zdjęć wykonanych przez sondę Cassini, 513 na 503 na 497 km.

### Budowa i powierzchnia
Enceladus jest księżycem lodowym, zbudowanym w znacznym stopniu z lodu. Jego powierzchnia jest stosunkowo młoda, bogata w twory takie jak kratery, gładkie równiny oraz rozległe szczeliny i grzbiety. Przypuszcza się, że ukształtowała się około 100 milionów lat temu wskutek wydobywania się wody z wnętrza księżyca. Pokrywający ją świeży, czysty lód sprawia, że Enceladus ma największe albedo ze wszystkich obiektów w Układzie Słonecznym – odbija ponad 90% padającego nań światła. Niewielka ilość pochłanianej energii słonecznej powoduje, że temperatura powierzchni wynosi w południe zaledwie −198 °C. Mimo to na tym niewielkim księżycu obserwujemy szczeliny, z których wyrzucane są strumienie pary i pyłu, podobnie do ziemskich gejzerów. 
Rozmiary Enceladusa nie są na tyle duże, by zachodzące w jego wnętrzu reakcje rozpadu pierwiastków promieniotwórczych mogły obecnie dostarczać energii koniecznej do obserwowanej aktywności. Jednak występujące na powierzchni księżyca pęknięcia, szczeliny i inne deformacje terenu świadczą, że zachodzą na nim złożone zjawiska tektoniczne, pomimo że jego wnętrze powinno ostygnąć dawno temu. Źródłem ciepła może być grzanie pływowe, wynikające z istnienia rezonansu orbitalnego Enceladusa z Dione, w stosunku 1:2.

### Gejzery

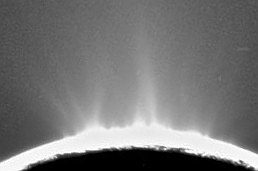
Zjawisko kriowulkanizmu. Widoczne smugi to materia wyrzucana ponad powierzchnię satelity.

Gejzery na Enceladusie są źródłem większości materii pierścienia E Saturna. Materia ta opada na planetę w ciągu najwyżej kilku tysięcy lat, co dowodzi współczesnej aktywności księżyca, choć możliwe jest też, że pierścień jest zasilany również odłamkami powstałymi podczas zderzeń księżyców z niewielkimi meteoroidami. Gejzery wyrzucają cząsteczki lodu tworząc pióropusze sięgające setek kilometrów. Pomiar prędkości cząsteczek wody dokonany na podstawie czterech przelotów sondy Cassini wskazuje, że pióropusze wznoszą się z maksymalną prędkością ok. 1200 m/s i są mierzalne jeszcze na wysokości około 2300 km ponad powierzchnią Enceladusa. Rozmiary lodowych cząsteczek są porównywalne z grubością ludzkiego włosa. Lód wodny w pióropuszach wymieszany jest z solami, aczkolwiek te ostatnie opadają z powrotem na Enceladusa, podczas gdy cząsteczki lodu wodnego w większości ulatują, zasilając pierścień E Saturna.
Badania prowadzone przez Kosmiczne Obserwatorium Herschela w 2011 wykazały istnienie pierścienia pary wodnej i kryształków lodu wokół Saturna powstałego z wody wyrzucanej z powierzchni księżyca. Tłumaczy to obecność wody w górnych warstwach atmosfery Saturna. W ten sposób Enceladus stał się jedynym znanym księżycem w Układzie Słonecznym, o którym wiadomo, że wpływa na skład chemiczny planety, wokół której krąży. Woda w postaci pary i lodu jest wyrzucana poprzez sieć dżetów zlokalizowanych w pobliżu południowego bieguna księżyca. Jej wypływ szacuje się na około 250 kg/s.

### Tektonika
Dokładniejsze obserwacje obszaru „tygrysich pasów” ukazały, że są to struktury podobne do grzbietów oceanicznych na Ziemi. Oprócz charakterystycznej „schodkowej” struktury, tworzonej przez strefy spreadingu i uskoki transformujące zaobserwowano także porzucone ryfty i pasujące do siebie części struktur powierzchniowych, rozdzielone przez „tygrysie pasy”. Te obserwacje sugerują, że na księżycu zachodzą procesy rozrostu lodowej skorupy, jednak w odróżnieniu od ziemskiego spreadingu, jest to proces asymetryczny.

## Badania Enceladusa

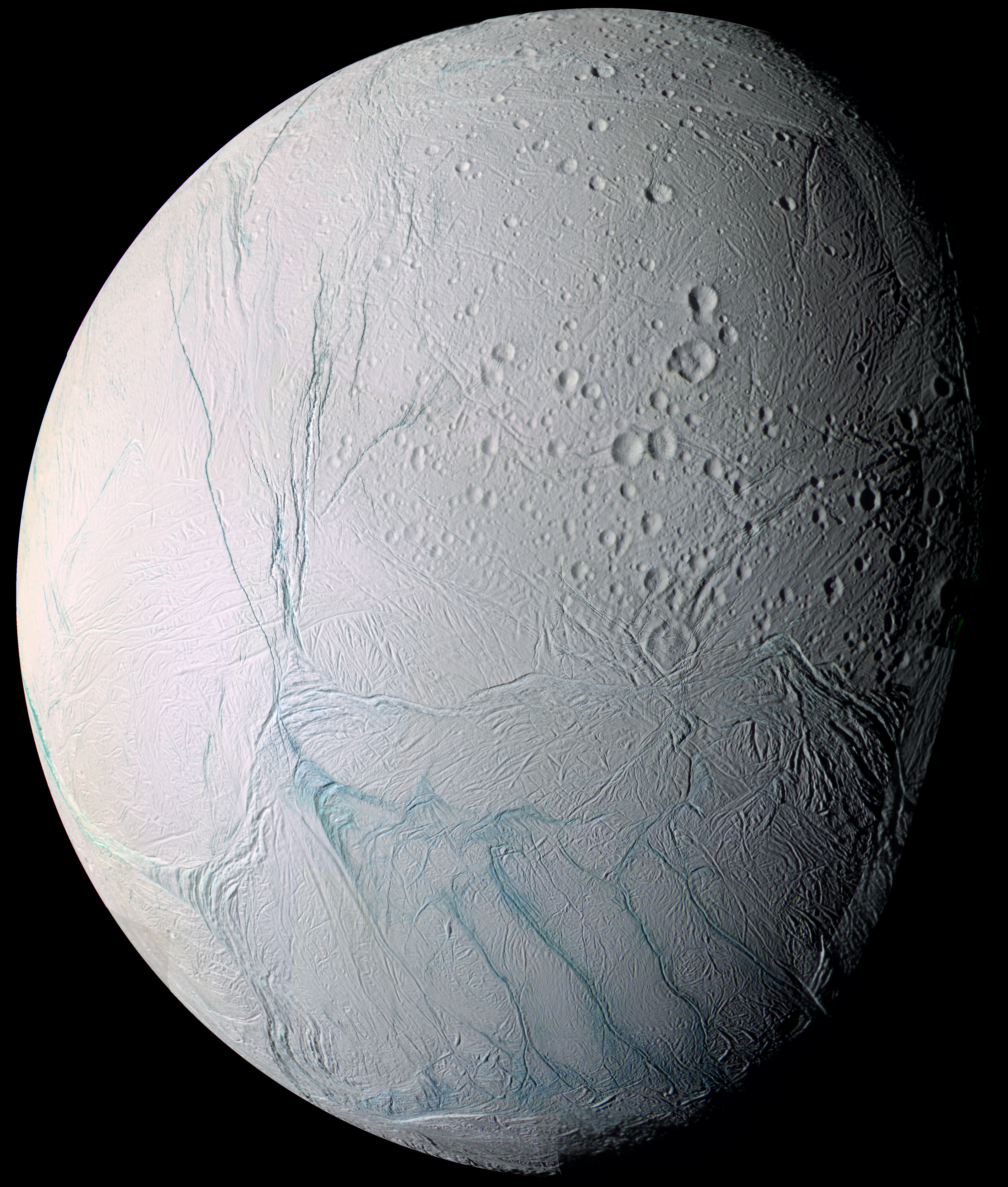
Zdjęcie sztucznie pokolorowane uwidacznia aktywny obszar tzw. „tygrysich pasów” na południowej półkuli, Cassini, 14 lipca 2005

Przeloty sondy Cassini 17 lutego i 9 marca 2005 pozwoliły zbliżyć się odpowiednio na 1167 i 500 km, odkrywając jednocześnie cienką atmosferę w rejonie bieguna południowego i rejestrując tysiące cząsteczek kosmicznego pyłu wokół satelity. Podczas bliskiego przelotu sondy 9 marca 2005, wykonano bardzo szczegółowe zdjęcia, pokazujące wielką różnorodność jego powierzchni. Było to jak do tej pory największe zbliżenie podczas czteroletniej misji Cassini. Zdjęcia te mogą pomóc w odtworzeniu sekwencji procesów geologicznych, które zachodziły na powierzchni księżyca przez miliony lat. Enceladus tak zainteresował naukowców, że zdecydowali się skorygować trasę Cassini w taki sposób, aby także podczas następnego przelotu (14 lipca 2005) sonda zbliżyła się do księżyca na odległość zaledwie 175 km.
W trakcie lipcowego zbliżenia sonda wykryła na południowym biegunie miejsce cieplejsze o kilkadziesiąt stopni od obszarów okołorównikowych. Analiza zdjęć uzyskanych z sondy Cassini potwierdziła istnienie w tym miejscu lodowego wulkanu. Modele wnętrza księżyca wyjaśniające jego aktywność sugerują, że na Enceladusie płynna woda może znajdować się zaledwie kilka metrów pod powierzchnią lodu w postaci niewielkich zbiorników, które uwalniają ją podobnie jak ziemskie gejzery. W związku z tym niektórzy uczeni uważają, że na tym księżycu mogą istnieć warunki do powstania organizmów żywych.
Inna hipoteza sugerowała, że źródłem wyrzucanej z powierzchni księżyca pary i kryształków lodu może być tarcie o siebie bloków lodowych, wywołane przez siły pływowe pochodzące od Saturna. Lotny materiał miał sublimować, kiedy siły pływowe otwierają szczeliny w obszarze „tygrysich pasów”. Oznaczałoby to, że lodowa skorupa Enceladusa ma wszędzie grubość kilku kilometrów, a pod nią jest ocean wody umożliwiający ruchy skorupy wywołujące jej pęknięcia. Okazało się jednak, że aktywność kriowulkaniczna nie zmienia się zgodnie z tym modelem.
Ukończone w 2015 roku dokładne pomiary libracji lodowej powierzchni Enceladusa, z wykorzystaniem zdjęć wysokiej rozdzielczości pochodzących z sondy Cassini, prowadzą do wniosku, że wyznaczone zmiany położeń są zbyt duże, by skorupa mogła być trwale połączona z wnętrzem księżyca. Na tej podstawie autorzy badań postulują istnienie płynnej warstwy rozdzielającej. Szacuje się, że skorupa ma grubość 35 km na równiku i mniej niż pięć w okolicach bieguna południowego. Dno oceanu znajduje się około 75 km pod jego powierzchnią.
W październiku 2015 roku sonda przeleciała tuż obok Enceladusa. Było to 21. spotkanie sondy z księżycem (drugie z trzech zaplanowanych w tym roku). Cassini przeleciał 50 km nad powierzchnią z prędkością około 35 000 km/h. Spotkanie z materią gejzerów trwało zaledwie kilkadziesiąt sekund. W tym czasie zbierano nawet do 10 000 cząstek na sekundę. Sonda szukała cząsteczkowego wodoru w gejzerach na powierzchni Enceladusa. Pierwsza definitywna detekcja wodoru w takiej postaci była pośrednim dowodem popierającym zachodzenie procesu serpentynizacji, który może stanowić proces regulujący emitowanie energii przez wewnętrzne mechanizmy na granicy jądra i dna globalnego oceanu Enceladusa.
2 października 2019 zespół naukowców opublikował na łamach Monthly Notices of the Royal Astronomical Society wyniki badań przeprowadzonych nad danymi dostarczonymi przez spektrometr masowy Cosmic Dust Analyzer, zainstalowany na pokładzie sondy Cassini. Wynika z nich, że w gejzerach tryskających z powierzchni Enceladusa znajdują się  związki organiczne, tworzące aminokwasy. W 2023 roku międzynarodowy zespół naukowców analizując dane zebrane przez sondę Cassini odkrył, że w kryształkach lodu wyrzucanych w  przestrzeń kosmiczną z gejzerów na południowym biegunie Enceladusa znajduje się również fosfor.
Jedna z nowszych prac dotyczących możliwych źródeł energii wewnątrz Enceladusa wskazuje na możliwe grzanie w drodze rozpadu radioaktywnego pierwiastków promieniotwórczych. Autorzy wskazują, że gdyby założyć koncentrację pierwiastków nawet stukrotnie mniejszą niż w przypadku bogatych rud na Ziemi, to Enceladus uzyskałby źródło energii o mocy nawet 7,5 GW. Autorzy konkludują, że koncentracja takiego złoża na południowym biegunie mogłaby być czynnikiem dodatkowo motywującym lokalizację "Tygrysich Pasów".
W 2021 roku została opublikowana praca wskazująca, że pod lodową skorupą Enceladusa dochodzi do produkcji metanu w ilościach niemożliwych do wytłumaczenia przez procesy serpentynizacji. Autorzy pracy wykazali, że możliwymi rozwiązaniami są nieznane jeszcze procesy metanogenezy lub procesy metabolizmu powiązane z hipotetycznymi formami życia.